# 單戀 (小說)
《單戀》是日本作家東野圭吾的長篇懸疑小說。單行本由文藝春秋在2001年發行，2003年發行了文藝春秋文庫版。
這是一本談論心理、生理上以「何」基準劃分男、女，當男、女之間的界線是這麼模糊不清的時候，男女之間的情愛又如何說分明。

## 出版書籍
| 出版社       | 出版日期      | 格式   | 頁數  | ISBN                   | 譯者   |
| ------------ | ------------- | ------ | ----- | ---------------------- | ------ |
| 文藝春秋     | 2001年3月     | 單行本 | 379頁 | ISBN 978-4-16-319880-4 | 不適用 |
| 文藝春秋     | 2004年8月     | 文庫本 | 622頁 | ISBN 978-4-16-711009-3 | 不適用 |
| 獨步文化     | 2006年12月8日 | 平裝書 | 528頁 | ISBN 978-986-695-439-9 | 張智淵 |
| 南海出版公司 | 2010年10月1日 | 平裝書 | 375頁 | ISBN 978-754-424888-4  | 趙峻   |

## 書籍評價
- 2001年 第125回 「直木三十五獎」　候補
- 2001年 「週刊文春推理小說 Best 10」　第13名[1]
- 2002年 「這本推理小說真厲害！」　第15名[2]

## 故事簡介
「我是男人，為何被禁錮在女人的軀殼之中？」
　　前帝都大學美式橄欖球王牌四分衛西脇哲朗與昔日球隊女經理日浦美月久別重逢，與往昔判若兩人的她舉止古怪，令哲朗大惑不解，更驚人的是，美月自曝自己為了酒吧女公關殺了人！當美月大學時期的男朋友中尾功輔、西脇夫妻倆決定協助美月逃避警方追緝，她卻又不告而別。在尋找美月的過程中，哲朗發現命案的真相遠遠超過他的想像......

## 登場人物
西脇 哲朗（Nishiwaki Tetsurou）
前帝都大學美式橄欖球隊王牌四分衛，現擔任自由記者。與當年球隊女經理理沙子先同居在27時結婚。老友們習慣稱他QB。
西脇 理沙子（Nishiwaki Risako）
前帝都大學美式橄欖球隊經理之一，現是專業攝影師。與哲朗的婚姻關係在兩人事業越穩定後漸漸惡化。
本姓高倉，球員們習慣上還是以高倉稱呼她。
日浦 美月（Hiura Miduki）
前帝都大學美式橄欖球隊經理之一，與銀行行員相親結婚。有一個6歲的兒子。
中尾 功輔（Nakao Kousuke）
前帝都大學美式橄欖球隊跑衛。與日浦美月在大學時期是戀人關係。
後結婚娶了大行食品製造商董事的千金，因入贅改姓高城，但球隊隊員依然稱呼他中尾。
須貝（Sugai）
前帝都大學美式橄欖球隊前鋒。現任保險業務從業員。與哲朗在本故事裡屬同一邊，幫哲朗不少忙。
早田 幸弘（Hayata Yukihiro）
前帝都大學美式橄欖球隊邊鋒。現任新聞記者，一直有著非常冷靜清晰的思路分析問題。
佐伯 香里（Saeki Kaori）
酒吧「貓眼」的女公關，藝名小香，持續被迷戀者跟蹤騷擾，「貓眼」的酒保－阿充總是當著護花使者。
戶倉 明雄（Tokura Akio）
變態跟蹤狂，迷戀酒吧「貓眼」的女公關小香。
中原（Nakahara）
泰明工業田徑隊的醫生，邀請哲朗到第一高中參觀田徑隊。
末永 睦美（Suenaga Mutsumi）
第一高中田徑選手，跑步成績出色優越，是個陰陽人。
相川 冬紀（Aikawa Fuyuki）
酒吧「BLOO」的經營者。與嵯峨是舊識。
嵯峨 正道（Saga Masamichi）
金童劇團團長，染色體是XX。
◎參考來源◎

## 電視劇
改編自東野圭吾的同名推理小說的連續劇《單戀》，預計2017年10月21日起於日本收費電視臺WOWOW每週六的「連續劇W」時段播出，全劇共6集，由中谷美紀主演。

### 主要角色
- 日浦美月：中谷美紀
- 西脇哲朗：桐谷健太
- 西脇理沙子：国仲涼子
- 早田幸弘：大谷亮平
- 中尾功輔：鈴木浩介